# Johann Georg Feldhann
Johann Georg Feldhann, auch Friedrich Feldhahn (* 15. April 1755 in Zehden in der Neumark; † 19. April 1826 in Dessau) war ein deutscher Philologe, Schullehrer und Gymnasialrektor.

## Leben
Johann Georg Feldhann war verheiratet mit Auguste (geb. Voigt); gemeinsam hatten sie sieben Töchter und einen Sohn, der am 16. Juli 1822 als Hauptmann und Adjutant von Karl von Normann-Ehrenfels in der Schlacht von Peta bei Arta im Kampf gegen die Griechen (siehe Griechische Revolution) fiel.
Er kam 1769 an die Schule des Halleschen Waisenhauses (siehe Latina (Schule)) und immatrikulierte sich anschließend an der Universität Halle, um dort innerhalb von drei Jahren Theologie zu studieren; er schloss 1783 das Studium mit seiner Dissertation Selectorvm Capitvm Ex Scriptoribvs Graecis In Vsvm Ivventvtis Scholasticae Excerptorvm Clavis ab.
Nach Beendigung des Studiums wurde er Inspektor der Schule des Waisenhauses in Halle. Als Herzog Leopold III. Friedrich Franz von Anhalt-Dessau 1785, im Rahmen der Landesschulreform im Sinne der Aufklärung, die Haupt- und Gelehrtenschule in Dessau neu organisierte, wurde Johann Georg Feldhann zum Konrektor der Schule berufen. 1800 wurde er Nachfolger des bisherigen Rektors Johann Gottfried Pfannenberg und unterrichtete Latein und Griechisch für die oberen Klassen.
In seiner Freizeit beschäftigte er sich mit dem Veredeln verschiedener Obstbaumsorten und schuf dadurch einen Erwerbszweig, von dem er sein Lehrergehalt aufbessern konnte.

## Schriften (Auswahl)
- Selectorvm Capitvm Ex Scriptoribvs Graecis In Vsvm Ivventvtis Scholasticae Excerptorvm Clavis. Halle, 1783.